# 祁阳市
祁阳市是湖南省永州市代管的县级市，位于湖南省西南部，湘江中上游，永州市东北部。西接永州市零陵区和冷水滩区，东抵常宁市，南临新田县、宁远县、双牌县和桂阳县，北连祁东县。常住人口約84万人，市人民政府駐長虹街道金盆西路。

## 历史
三国时期（268年）开始置县，故址在今祁东县。唐朝时，移至今县境，属永州。历五代十国、两宋。至元朝时属永州路，明清时，祁阳县属永州府。
中华民国初年，全国废府，直属湖南省。
1949年，第二次国共内战进入尾声。衡宝战役后，解放军攻占湖南全省指日可待。10月9日至12月5日间，在当地游击队配合下，解放军先后攻占了今永州市各县。祁阳县是最早攻占的县城。10月9日，中国人民解放军第40军120师在地方武装配合下攻占祁阳县城。
其后，祁阳县历属永州专区、零陵专区、湘南行政区、衡阳专区、衡阳地区。1983年撤消衡阳地区，原有七县中，六县划入衡阳市，仅祁阳县划至零陵地区。
1995年，零陵地区改为永州市，隶属至今。
2021年1月20日，经国务院批准，民政部批复同意撤销祁阳县，设立县级祁阳市。
2021年5月17日，湖南省第19个县级市祁阳揭牌成立。

## 人口
2020年末，全市常住人口为832813人，按城乡分，城镇人口43.35万人，农村人口42.32万人。

## 行政区划
祁阳市下辖3个街道办事处、20个镇、2个乡、1个民族乡：
龙山街道、长虹街道、浯溪街道、观音滩镇、茅竹镇、大忠桥镇、三口塘镇、肖家镇、八宝镇、白水镇、黄泥塘镇、进宝塘镇、潘市镇、梅溪镇、羊角塘镇、下马渡镇、七里桥镇、大村甸镇、黎家坪镇、文富市镇、文明铺镇、龚家坪镇、金洞镇、晒北滩瑶族乡、凤凰乡、石鼓源乡、原种场和畜牧场。
2013年，祁阳县的2个类似乡级单位——大江林场、挂榜山林场改设为乡。2015年，祁阳县曾大幅调整乡镇区划。获得湖南省人民政府的批准后，11月24日，永州市人民政府下发永政函〔2015〕216号文件，撤并七个乡镇（大江乡、内下乡、挂榜山乡、白果市乡、上司源乡、万宝山乡和小金洞乡）。调整后的祁阳县，共辖26个乡级行政区（1个民族乡、2个乡、20个镇以及3个街道），另有2个类似乡级单位。

## 政治

### 现任领导
| 机构     | 祁阳市人民政府 市长 | · 中国共产党 · 祁阳市委员会 · 书记 | 祁阳市人民代表大会 常务委员会 主任 | · 中国人民政治协商会议 · 祁阳市委员会 · 主席 |
| -------- | ------------------- | ---------------------------------- | ---------------------------------- | -------------------------------------------- |
| 姓名     | 向子顺              | 蒋良铁                             | 郑国荣                             | 彭国锋                                       |
| 民族     | 汉族                | 汉族                               | 汉族                               | 汉族                                         |
| 出生地   |                     | 湖南省东安县金江乡                 | 湖南省永州市零陵区                 |                                              |
| 出生日期 | 1976年8月           | 1968年3月（57歲）                  |                                    |                                              |
| 就任日期 | 2025.03             | 2021年4月                          | 2021年7月                          | 2021年10月                                   |

## 交通
- 湘桂高铁祁阳站：于2013年12月28日正式通车，并正式开通高速动车组，车站位于湖南省祁阳县长虹街道站前路，隶属广州铁路（集团）公司衡阳车务段管辖，现为三等站。集普快、动车二合一站（客运站）。
- 祁阳北站：由原祁阳站更名而来，为货运站，位于黎家坪镇东正街，2013年12月28日以后不再办理客运业务。[9]
- 唐家岭汽车站：国家一级车站,总投资1.5亿元,占地97.88亩,建筑面积44311.45平方米。[10]
- 湘桂铁路、衡柳铁路、G72泉南高速、G322国道、S320（三南公路）、祁冷一级公路、祁冷道高速（规划待建）、湘江千吨级祁阳港（在建）。
- 衡永高速祁阳段，项目全长106.017km，其中祁阳段23.78km。[11]衡永高速公路是湖南省高速公路网的重要组成，起于衡阳市雨母村，接岳临高速，途径蒸湘区、雁峰区、衡南县、祁东县、祁阳市、冷水滩区6个市县区，止于冷水滩区北侧马坪枢纽互通，与邵永高速相交，线路全长106.017km公里，概算投资148.43亿元。项目采用双向四车道高速公路标准，设计行车速度120km/h，2024年5月建成通车。[12]

## 旅游景点
祁阳境内文化古迹众多，核心风景名胜区由浯溪碑林、文昌塔、潇湘楼、甘泉寺、大江自然风光、金洞漂流、陶铸故居七大景区构成。
- 浯溪摩崖石刻：是全国第二大石刻碑林，为国家重点文物保护单位，现存有唐代以来摩崖石刻505块，楷、行、草、篆诸体皆备，是全国罕见的露天碑林。其中，由元结撰文，颜真卿大字正书的《大唐中兴颂》，自古以来称其三奇：文奇、字奇、石奇，世称“摩崖三绝”。
- 太白峰国家森林公园：目前还在开发中。

## 名人
- 陶铸：原中共中央政治局常委、中华人民共和国国务院副总理。
- 周玉成 (1904年)：中国人民解放军中将，1955年获一级八一勋章、一级独立自由勋章、一级解放勋章[13]。